# And Then...
And then... è un album discografico del cantante statunitense Joe, pubblicato nel 2003.

## Tracce
1. Sweeter Than Sugar
2. And Then ...
3. More & More
4. Ride Wit U
5. Priceless
6. Jeep
7. You Dropped Your Dime
8. Make You My Baby
9. Street Dreams
10. It Ain't Like That
11. Another Used To Be
12. Bedroom
13. Testify

Bonus track
1. Hey Mami
2. I Remember